# János Koppány
János Koppány (13. februar 1908 – 1972) var en ungarsk udendørshåndboldspiller som deltog under Sommer-OL 1936.
Han var en del af det ungarske udendørshåndboldhold, som kom på en fjerdeplads i den olympiske turnering. Han spillede fire kampe.